# ان‌پرو ایندستریز
ان‌پرو ایندستریز (انگلیسی: EnPro Industries) شرکت تولید صنعتی آمریکایی است، که در سال ۲۰۰۲ تأسیس شد.